# هالیدی (فلوریدا)
هالیدی (به انگلیسی: Holiday) یک منطقهٔ مسکونی در ایالات متحده آمریکا است که در شهرستان پاسکو، فلوریدا واقع شده‌است. هالیدی ۱۴٫۸ کیلومتر مربع مساحت دارد ۵ متر بالاتر از سطح دریا واقع شده‌است.